# Hassan Rahimi
Hassan Sabzali Rahimi (em persa: حسن سبزعلی رحیمی; Teerã, 15 de junho de 1989) é um lutador de estilo-livre iraniano, medalhista olímpico.

## Carreira
Rahimi competiu na Rio 2016, na qual conquistou a medalha de bronze, na categoria até 57 kg.